# Mrs. Leslie Carter
Mrs. Leslie Carter, all'anagrafe Caroline Louise Dudley, (Lexington, 10 giugno 1857 – Santa Monica, 13 novembre 1937), è stata un'attrice statunitense.
Star delle scene teatrali, fu interprete anche di alcune pellicole cinematografiche. Fu chiamata The American Sarah Bernhardt.
Sposata a Leslie Carter, usò sulle scene il nome da sposata (secondo l'uso americano, Mrs. Leslie Carter).

## Biografia
Nata Caroline Louise Dudley a Lexington nel Kentucky, era figlia di Catherine e Orson Dudley.
Dalle sue memorie venne tratto il film biografico del 1940 La signora dai capelli rossi, diretto da Curtis Bernhardt e interpretato da Miriam Hopkins.

## Spettacoli teatrali
- The Ugly Duckling (Broadway, 1890)
- Miss Helyett (Broadway, 3 novembre 1891)
- The Heart of Maryland (Broadway, 22 ottobre 1895)
- Zaza (Broadway, 9 giugno 1899)
- Zaza (Broadway, 1º ottobre 1900-novembre 1900)
- Du Barry (Broadway, 25 dicembre 1901-maggio 1902)
- Andrea (Broadway, 11 gennaio 1905-26 aprile 1905)
- Andrea, (Broadway, 20 settembre-7 ottobre 1905)
- Kassa (Broadway, 23 gennaio 1909-marzo 1909)
- Two Women (Broadway, 29 novembre 1910-gennaio 1911)
- The Second Mrs. Tanqueray (Broadway, 3 febbraio 1913-febbraio 1913)
- The Circle (Broadway, 12 settembre 1921-febbraio 1922)
- She Stoops to Conquer (Broadway, 14 maggio 1928-maggio 1928)

## Filmografia
- The Scales of Justice, regia di Thomas N. Heffron (1914)
- La du Barry, regia di Edoardo Bencivenga (1915)
- Barriera di sangue (The Heart of Maryland), regia di Herbert Brenon (1915)

### Film o documentari dove appare
- La signora dai capelli rossi (Lady with Red Hair), regia di Curtis Bernhardt (1940) - interpretata da Miriam Hopkins